# Список умерших в 1219 году

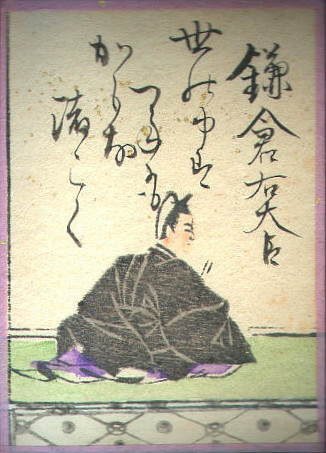
Минамото-но Санэтомо

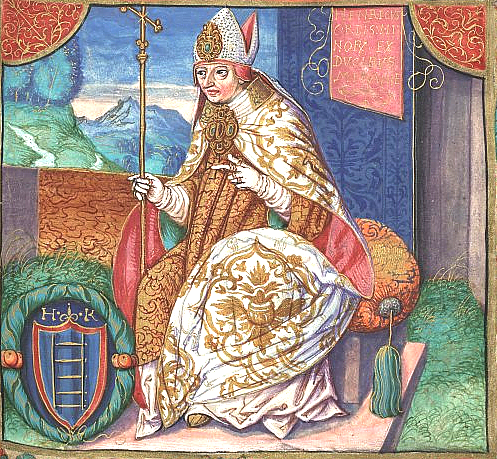
Хенрик Гитлич

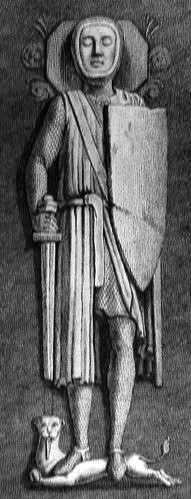
Уильям Маршал, 1-й граф Пембрук

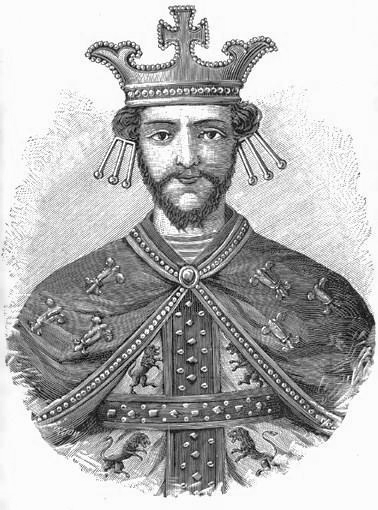
Левон II

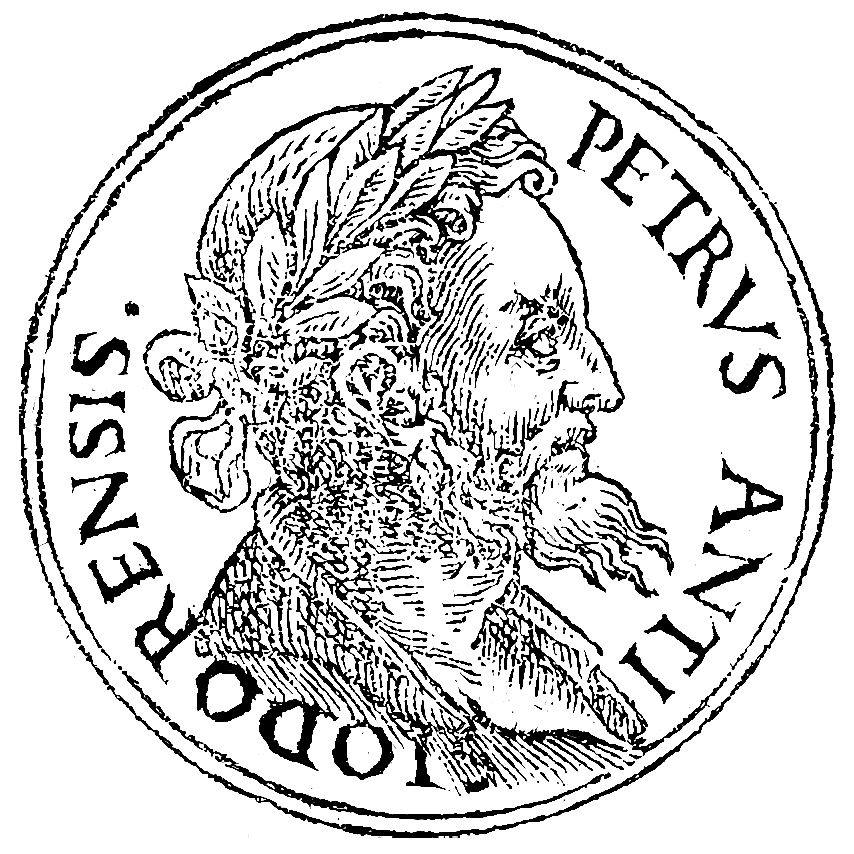
Пьер II де Куртене

В этой статье представлен список известных людей, умерших в 1219 году.
См. также: Категория:Умершие в 1219 году

## Февраль
- 13 февраля — Минамото-но Санэтомо (26) — третий сёгун Камакурского сёгуната и последний глава рода Минамото (1203—1219), убит.

## Март
- 17 марта — Рудольф I фон Тюбинген — пфальцграф Тюбингена (1182—1219), основатель монастыря Бебенхаузен (1183)
- 22 марта — Хенрик Гитлич[англ.] — архиепископ Гнезненский (1199—1219)

## Апрель
- 30 апреля — Альдебранд[англ.] — епископ Фоссомброне, святой римско-католической церкви[1].
- Хью де Мапенор[англ.] — епископ Херефорда (1216—1219)

## Май
- 1 мая — Рауль I де Лузиньян — сеньор д'Иссуден, граф д’Э с 1194 года, Лорд Гастингс, участник третьего крестового похода
- 14 мая — Уильям Маршал — граф Пембрук (1184—1219), граф-маршал (1194—1219), регент Англии (1216—1219).

## Июнь
- 15 июня — Георг фон Вид[нем.] — граф Вида (1197—1219)
- 17 июня — Давид, граф Хантингдон (Давид Шотландский) — граф Хантингдон (1185—1219)

## Июль
- 27 июля — Жан III де Бетюн[нем.] — епископ Камбре (1200—1219)

## Август
- 13 августа — Герхард I фон Ольденбург-Вильдесхаузен — князь-епископ Оснабрюка (1190—1216), архиепископ Гамбурга-Бремена (1210—1219), последний архиепископ Гамбурга.
- 17 августа (или 18 августа) — Милон IV, последний граф Бар-сюр-Сен, виконт Шартра.

## Сентябрь
- 30 сентября — Жеро V д’Арманьяк — граф д’Арманьяк и граф де Фезансак (1215—1219).

## Октябрь
- 29 октября — Чхве Чхунхон — военный лидер Корё (1197—1219)
- Гоше III де Шатильон — сеньор де Шатильон-сюр-Марн, сеньор де Труаси, сеньор де Монже, сеньор де Креси-ан-Бри (1191—1219), сеньор де Пьерфон (1192—1193), сеньор де Клиши (1193—1219), граф де Сен-Поль (1205—1219), участник третьего крестового похода и походов против альбигойцев

## Ноябрь
- 3 ноября — Сэйр де Квинси — первый граф Винчестер (1207—1219), один из руководителей баронского мятежа против Иоанна Безземельного.
- 5 ноября — Гуго IX де Лузиньян — сеньор де Лузиньян (1173—1219), граф де Ла Марш (1173/1199—1219), участник третьего крестового похода, погиб в пятом крестовом походе.

## Дата неизвестна или требует уточнения
- Аймар де Лайрон[англ.] — сеньор Кесарии (1189/93-1213/16), маршал ордена госпитальеров, погиб в пятом крестовом походе.
- Глеб Владимирович — князь рязанский (1212—1217).
- Генри де Грей, англонормандский аристократ из рода Греев.
- Джерард де Лоррейн[фр.] — епископ Туля (1218—1219)
- Джон де Курси — англо-нормандский рыцарь, завоеватель Ольстера, основатель замков Дандрум и Каррикфергус
- Иоланда де Эно — императрица-консорт Латинской империи (1217—1219), жена Пьера II де Куртене, регент империи
- Казимир II, герцог Померанский (1187—1211), Щецинский (1187—1211) и Демминский (1211—1219).
- Кей-Кавус I — султан Рума (1211—1219)
- Джон де Курси — англо-нормандский рыцарь, активный участник завоевания Ирландии.
- Кутб ад-Дин Мухаммад[англ.] — зигидский эмир Синджара (1197—1219)
- Левон II — 9-й Правитель Киликии, 1-й король Киликийской Армении (1187—1219).
- Оливер Фицрой, английский дворянин, незаконнорожденный сын короля Иоанна Безземельного.
- Пётр Беневентский, католический церковный деятель.
- Пьер II де Куртене — сеньор Куртене (1180/1183—1219), граф Неверский (1185—1199), граф Осера и Тоннера (1185—1219), Император Латинской Империи (1216—1217), умер в плену
- Пьетро Сассо — кардинал-священник de S. Pudenziana (1205—1219).
- Фернандо Нуньес де Лара, кастильский граф из династии Лара.
- Гильом де Шартр — Великий магистр ордена тамплиеров (1210—1219)